# Diocèse de Senigallia
Le diocèse de Senigallia (en latin : Dioecesis Senogalliensis ; en italien : diocesi di Senigallia) est un diocèse de l'Église catholique en Italie, suffragant de l'archidiocèse d'Ancône-Osimo et appartenant à la région ecclésiastique des Marches.

## Territoire

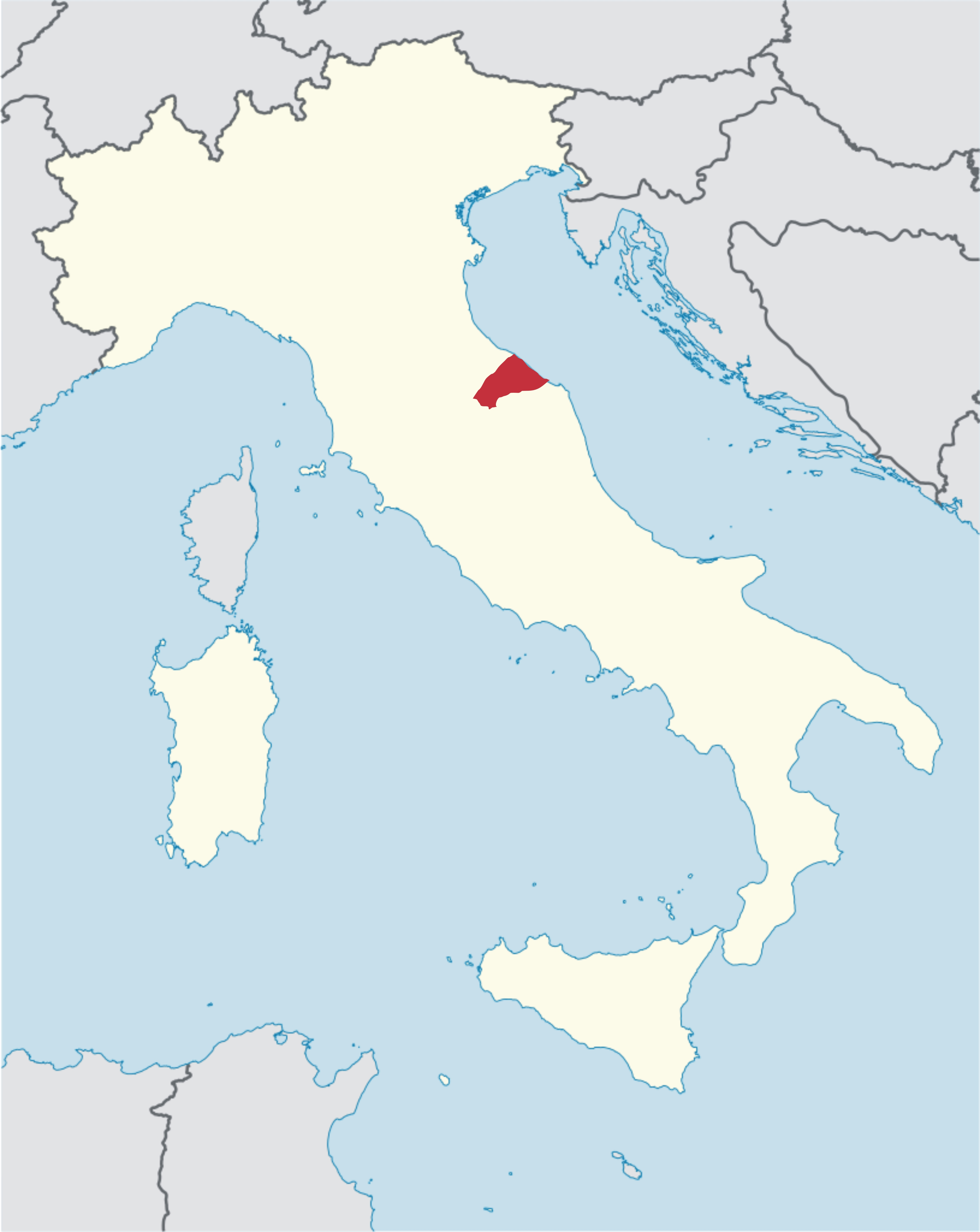
Territoire du diocèse.

Le diocèse est situé sur deux provinces : une partie dans la province d'Ancône dont l'autre fraction est partagée par les archidiocèses de Camerino-San Severino Marche et d'Ancône-Osimo, les diocèses de Jesi et Fabriano-Matelica et la prélature de Lorette. Il ne possède que les deux communes de Mondolfo et Monte Porzio dans la Province de Pesaro et d'Urbino, l'autre partie de la province étant gérée par les
archidiocèses de Pesaro et Urbino-Urbania-Sant'Angelo in Vado et les diocèses de Fano-Fossombrone-Cagli-Pergola, Gubbio, Rimini et Saint-Marin-Montefeltro. Son territoire est d'une superficie de 580 km2 divisé en 57 paroisses regroupées en 4 archidiaconés. L'évêché est à Senigallia où se trouve la cathédrale Saint-Pierre-Apôtre. Le pèlerinage le plus célèbre est Corinaldo, village natal de sainte Maria Goretti, où les fidèles peuvent visiter sa maison et vénérer une partie de ses reliques.

## Histoire
Le diocèse de Senigallia remonte probablement au Ve siècle et comprend initialement le territoire de la ville romaine de Sena Gallica et son ager. Le premier évêque historiquement documenté est Venance qui participe au concile de Rome organisé en novembre 502 sous le pape Symmaque. Lors de ce concile, Martinien, évêque du diocèse d'Ostra (it) est également présent. Ce diocèse est ensuite incorporé à celui de Senigallia, probablement en lien avec l'abandon de la ville romaine d'Ostra, vers le milieu du Ve siècle. Selon la tradition, vers la fin du VIe siècle), les reliques de saint Gaudence de Rimini (it), martyr et évêque de Rimini, arrivent miraculeusement à Senigallia par la mer. La reine Théodelinde de Bavière fait construit une basilique pour les abriter.
Il y a peu d'informations sur le diocèse et les évêques du VIe  au  Xe siècle. Les noms d'environ quinze évêques sont connus pour cette période, dont beaucoup prennent part aux conciles célébrés à Rome par les pontifes, comme Maur, qui assiste au concile de Latran en 649, Attone Ier, documenté à plusieurs reprises de 968 à 996. Plusieurs abbayes bénédictines disparaissent après l'an 1000. Parmi celles-ci, la plus ancienne est l'abbaye de San Gaudenzio, du nom du saint identifié à l'évêque de Rimini. Le seul restante est l’abbaye de Castagnola de Chiaravalle, qui passe aux cisterciens en 1147 et qui est unie au diocèse le 31 août 1771.
En 1057, pour résoudre l'état de pauvreté de l'évêque de Fossombrone, le pape Victor sépare une partie du diocèse de Senigallia et l'attribue à la mense épiscopale de Fossombrone avec tous les droits ; ainsi Loretello, Nidastore, Montesecco, San Pietro et Palazzo (actuellement fraziones d'Arcevia) intègrent le diocèse de Fossombrone.
Par la bulle In eminenti du 29 mai 1223, le pape Honorius III accorde et confirme à l'évêque Benno et à ses successeurs tous les privilèges et les biens de la mense épiscopale de Senigallia. En plus d'indiquer les paroisses et les frontières du diocèse, la bulle montre qu'à l'époque la cathédrale est dédiée à saint Jean-Baptiste. Après la destruction de la ville par les Sarrasins en 1264, une cathédrale est construite en l'honneur de saint Paulin de Nole et consacrée par l'évêque Philippe le 4 mai 1271.
Au XIVe siècle, à la suite du déclin de Senigallia, l'évêque Giovanni d'Ancona demande et obtient le transfert du siège épiscopal à Corinaldo. En 1563, le diocèse, jusqu'alors immédiatement soumis au Saint-Siège, intègre la province ecclésiastique de l'archidiocèse d'Urbino. Le diocèse est parmi les premiers en Italie à établir un séminaire, rendu obligatoire par le concile de Trente en 1563. La date exacte de sa création est inconnue, mais son existence est documentée dès 1578 ; certains synodes diocésains, notamment ceux de 1564, 1565 et 1573, ont explicitement abordé la question de sa fondation et de sa subsistance. Initialement, il était situé dans le palais épiscopal de Senigallia. Vers le milieu du XVIIe siècle, certains bâtiments appartenant au diocèse sont adaptés pour accueillir le séminaire, jusqu'à la construction et à l'achèvement du nouveau séminaire en 1731.
La cathédrale actuelle, la cinquième du diocèse, est commandée par le cardinal Bernardino Honorati ; les travaux commencent en 1762 et sont achevés en 1790 ; l'église est consacrée le 4 juillet 1790 sous le vocable de saint Pierre Apôtre. La façade est reconstruite en 1877 et financée par le pape Pie IX, originaire de Senigallia.
En 1984, les paroisses de Caudino et de Costa, fraziones d'Arcevia sont détachées du diocèse de Nocera Umbra-Gualdo Tadino et sont annexées au diocèse de Senigallia. Le 11 mars 2000, le diocèse est séparé de la province ecclésiastique de l'archidiocèse d'Urbino-Urbania-Sant'Angelo in Vado et nommé suffragant du siège métropolitain d'Ancône-Osimo.

## Culture
La pinacothèque diocésaine d’art sacré est créée en 1992 par décret de Mgr Odo Fusi Pecci ; elle est située dans l’étage du palais épiscopal de Senigallia et abrite de nombreuses œuvres d'art appartenant au patrimoine artistique et religieux du diocèse, avec des peintures du XVIe  au  XIXe siècle, dont la Madone du Rosario, un grand tableau (1596-1599) de Federico Barocci. Les archives historiques diocésaines se trouvent également dans le palais épiscopal. Le lieu de naissance de Pie IX abrite le musée consacré au pape. Depuis 1974, il abrite également la bibliothèque diocésaine, avec un patrimoine de livres supérieur à 37 000 volumes. Celles-ci incluent toutes les œuvres publiées sur Pie IX.